# تومي تومسون (لاعب كرة قدم بريطاني)
تومي تومسون (بالإنجليزية: Tommy Thompson)‏ (9 مارس 1938 في المملكة المتحدة - ) هو لاعب كرة قدم بريطاني في مركز الدفاع، شارك في الألعاب الأولمبية الصيفية 1960. وشارك مع منتخب إنجلترا لكرة القدم C ‏. أما مع النوادي، فقد لعب مع نادي بلاكبول ونادي يورك سيتي وStockton F.C. ‏.

## وصلات خارجية
- تومي تومسون على موقع قاعدة بيانات كرة القدم.إي يو (الإنجليزية)
- تومي تومسون على موقع أوليمبيديا (الإنجليزية)